# Woodcreek
Woodcreek är en stad (city) i Hays County i Texas. Vid 2010 års folkräkning hade Woodcreek 1 457 invånare.